# Moose Factory

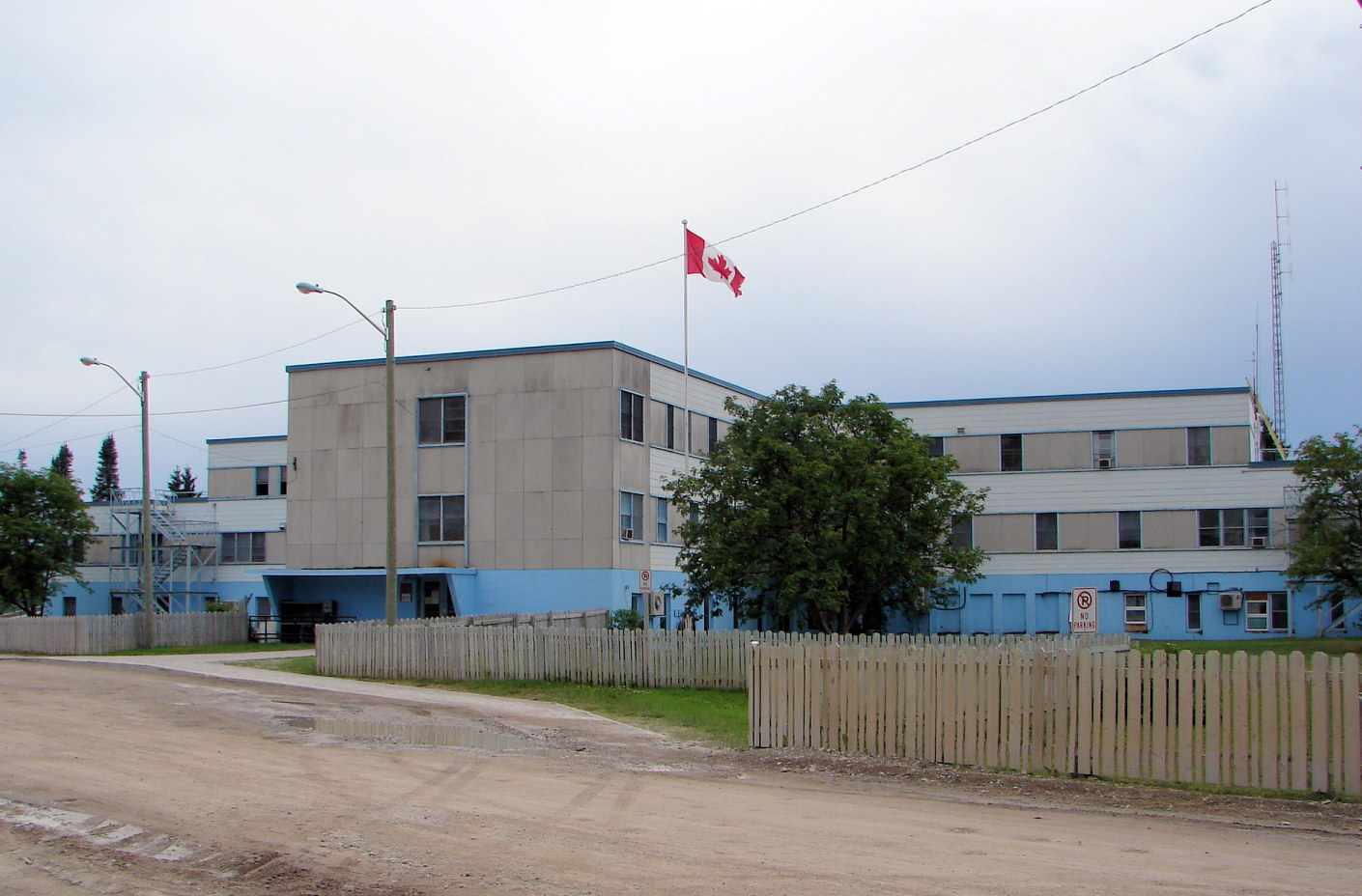
Sjukhuset i Moose Factory.

Moose Factory är ett samhälle om ca 2 500 invånare vid James Bay i de norra delarna av Ontario. Det uppkom som en creeindiansk bosättning runt handelsstationen Moose Fort. Det var den första engelsktalande bosättningen i länder som nu utgör Ontario och Hudson's Bay Companys andra handelsstation som inrättades i Nordamerika.  efter Fort Rupert. På fastlandet, på andra sidan Moose River, ligger det närliggande samhället Moosonee, som är tillgängligt med vattentaxi  på sommaren, isväg på vintern och chartrad helikopter under lågsäsongen.

## Historia
Ursprungligen hette platsen Moose Fort, som intogs 1686 av fransmännen i vad som var ett djärvt anfall lett av Pierre de Troyes. Fortet återlämnades till Hudson's Bay Company 1713 i enlighet med Fördraget i Utrecht 1713. Handelsaktiviteterna återupptogs 1730. År 1735 förstördes det mesta av handelsstationen av en eldsvåda, men den var snart återuppbyggd.

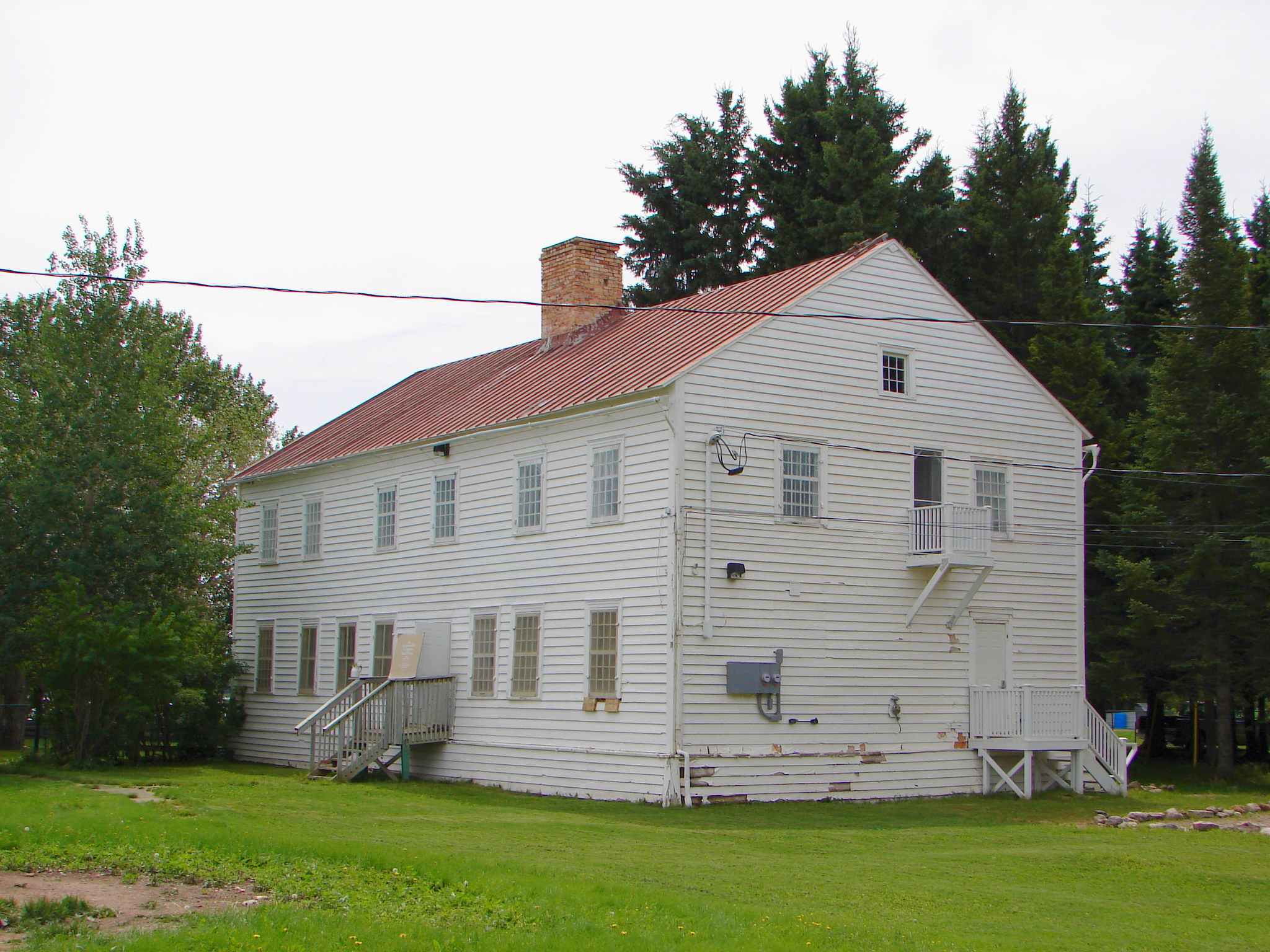
Hudson's Bay Companys stabshus

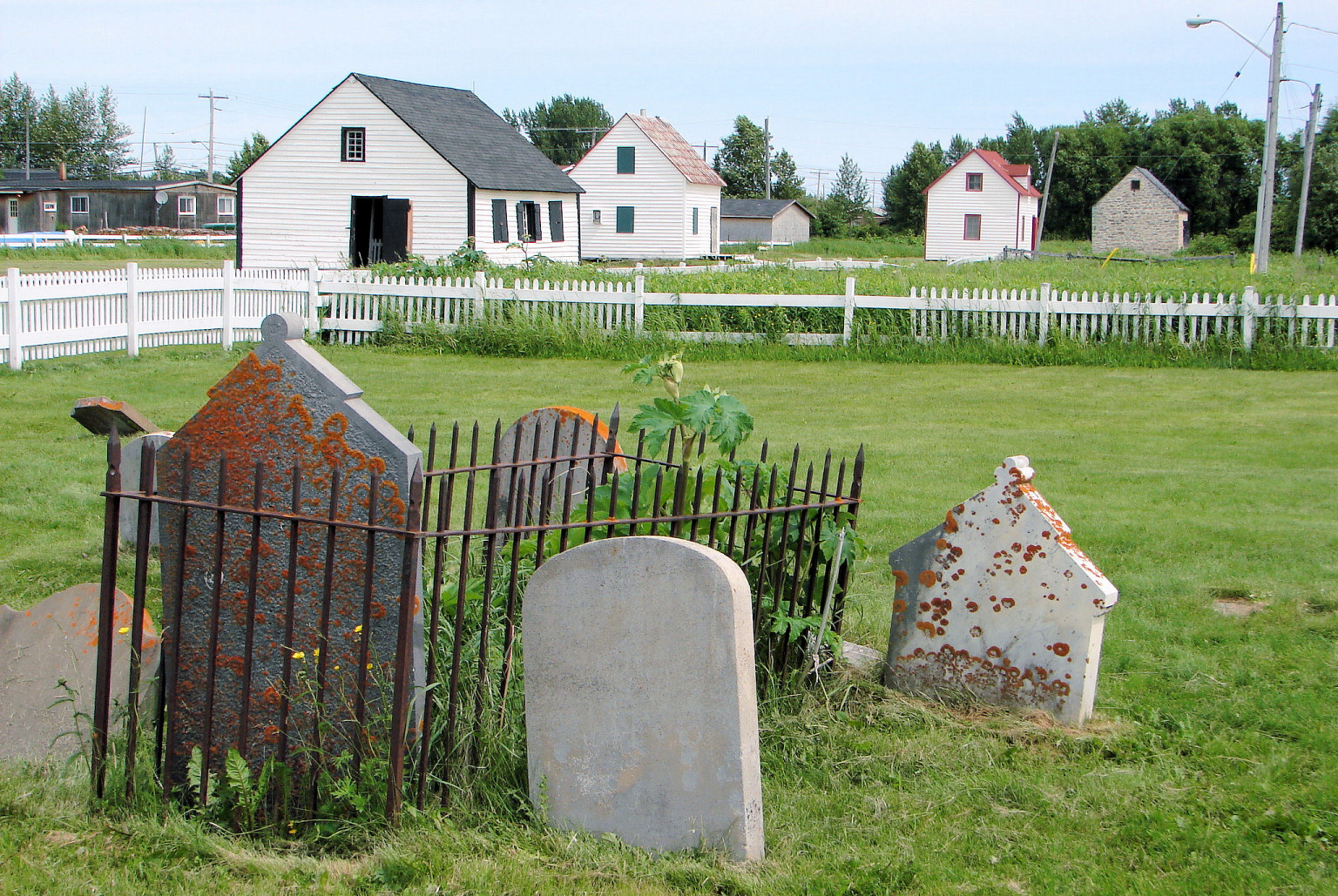
Centennial Park - i förgrunden den historiska kyrkogården; i bakgrunden (från vänster till höger): smedens butik, McLeod House, Sackabuckiskum House, krutmagasin.

## Centennial Park
Bland de återställda byggnaderna på denna historiska plats är smedens butik (1740), troligtvis den äldsta träbyggnaden i Ontario. Denna byggnad är en del av Moose Factory Centennial Museum Park. Altarduken och liturgiska kläder i St Thomas Anglican Church (byggd mellan 1864 och 1885) är av pärlförsedd älghud. Den största delen av ön är indianreservat för Moose Cree First Nation, och 60% av öns 2 000 invånare tillhör reservatet. Anställning finns på sjukhuset, som tillhandahåller medicinska tjänster för hela James Bay-regionen och reservatet. Turism är också en viktig sektor med fokus på utomhusupplevelser och creekulturen. Cree Cultural Interpretive Center berättar om områdets historia och presenterar mushkegowuk creefolkets kultur.
Joseph Turner House är det äldsta kända kvarvarande huset för tjänstfolk hos Hudson's Bay Company, byggt 1863 och uppkallat efter handlaren Joseph Turner (1783-1865), son till en  engelsk uppsyningsman och en ojibwakvinna.
William McLeod House var snickarens hus, byggt 1889-90 snickaren William McLeod.
The Moose Factory Buildings National Historic Site of Canada "bestod av ett antal byggnader av vilka enbart Staff House finns på sin ursprungliga plats. Detta hus byggdes 1847-1850, är det sista kvarvarande huset i Kanada som har varit bostad åt en pälshandelsfunktionär, och den äldsta byggnaden i området vid Jamesbukten. Krutmagasinet, byggt 1865-66, finns en bit ifrån sin ursprungliga plats, i det som nu är Centennial Park".
De byggnader från 1800-talet som hade anknytning till Hudson's Bay Companys handelsstation nominerades till en National Historic Site år 1957.
På kyrkogården Hudson's Bay Company cemetery är den äldsta gravstenen från 1802, och utmärker graven för hustrun och barnen till John Thomas, som var handelsstationens kommissionär vid denna tid. Det finns bara ett fåtal gravar efter män av brittisk börd, eftersom de skulle återvända hem efter sin pensionering eller hade fullgjort sin kontraktsenliga tjänstgöringt. Totalt finns det 51 gravstenar på kyrkogården.